# Субпрефектура Лапа
Субпрефектура Лапа (порт. Subprefeitura da Lapa) — одна з 31 субпрефектури міста Сан-Паулу, розташована на заході міста. Її повна площа 40,1 км², населення понад 270 тис. мешканців. Складається з 6 округів:
- Лапа (Lapa)
- Барра-Фунда (Barra Funda)
- Пердізес (Perdizes)
- Віла-Леополдіна (Vila Leopoldina)
- Жагуара (Jaguara)
- Жагуаре (Jaguaré)